# ويلهلم ويستفال
ويلهلم ويستفال (بالألمانية: Wilhelm Westphal )‏ (و. 1882 – 1978 م) هو فيزيائي، ومؤلف، وأستاذ جامعي ألماني، ولد في هامبورغ، توفي في برلين، عن عمر يناهز 96 عاماً.